# Shrek tercero (videojuego)
Shrek The Third (Shrek tercero en español) es un videojuego basado en la película Shrek tercero que fue lanzado en el año 2007 en Europa el 20 de julio, en Norteamérica el 14 de mayo (PSP), el 5 de junio y en Australasia el 24 de julio. Fue lanzado para las plataformas Game Boy Advance, Nintendo DS, PC, PlayStation 2, PlayStation Portable, Wii, Xbox 360 y teléfono móvil. Fue desarrollado por 7 Studios, Gameloft, Amaze Entertainment', Vicarious Visions y producido por Activision.

## Personajes jugables
Hay seis personajes jugables los cuales son:
- Shrek (no apareció en el bloque de celda de la prisión el centro de detencion de la prisión y catacumbas)
- Burro/Asno (Solo en el viejo camino y la cueva de hielo)
- Gato con Botas (es el único que puede dar doble salto)
- Artie (solo en el lago de hielo la cueva de hielo y el gran final)
- Princesa Fiona (solo en el centro de detencion de la prisión y las catacumbas)
- Bella Durmiente (personaje secundario)

Los demás personajes secundarios pero no jugables son Gingy, Rey Harold y Pinocho.
Un pingüino de Madagascar hace una aparición en el nivel del barco pirata en uno de los cajones de la esquina. Encontrará a Kowalski y le dirá: "Vamos a abrir amplios espacios de la Antártida, en el medio silvestre".Al igual que en la película Madagascar.

## Reparto
| Personajes     | Actores Originales Estados Unidos | Actores de Doblaje España |
| -------------- | --------------------------------- | ------------------------- |
| Encantador     | -                                 | Alfredo Martínez          |
| Pinocho        | -                                 | Alfredo Martínez          |
| Asno           | Mark Moseley                      | Jesús Barreda             |
| Capitán Garfio | -                                 | Roberto Cuadrado          |
| Fiona          | Holly Fields                      | Inma Gallego              |
| Gato con Botas | André Sogliuzzo                   | Antonio Abenójar          |
| Jengi          | James Arnold Taylor               | Enrique Suárez            |
| Shrek          | Michael Gough                     | Juan Carlos Lozano        |

## Niveles y misiones
Hay 20 niveles en Shrek Tercero. Los niveles son muy lineales, pero con caminos laterales que contienen objetos valiosos para la realización de las diferentes misiones al estilo de misión. Cada nivel cuenta con 3 o 5 misiones en ellos.

## Objetos
Hay numerosas cajas, barriles, y otros objetos esparcidos por todos los niveles. La mayoría contienen polvo de hadas para su uso en ataques especiales, solo algunos contienen monedas y alimentos. Además, hay monedas de oro y los colores rojo , a menudo solo por ahí, pero a veces hay cofres de tesoros. Bajo ciertas circunstancias, los enemigos también pueden dar monedas.
Las monedas de oro son un valor de 3 libras y monedas rojas valen 10 libras.

## Finalización del nivel
Después de completar un nivel, el jugador es premiado con bonos, la moneda del juego se utiliza para comprar artículos en la tienda de regalos. El nivel de dificultad se multiplica por las bonificaciones obtenidas.

## Enemigos
Shrek Tercero tiene la lucha con los puños y las espadas contra varios enemigos como piratas, guardias, deportistas, y las brujas. Después de un enemigo ha sufrido varios golpes, el movimiento final se puede utilizar en él / ella. Los malos son los piratas, demonios , caballeros, malvados brujos y jugadores de tenis.

## Minijuegos
Hay 6 minijuegos en Shrek Tercero.
Al obtener una puntuación lo suficientemente alta después de cada juego, tres medallas se otorgan diferentes: bronce, plata y oro.

## Banda sonora
La música fue producida por Winifred Phillips y Winnie Waldron con la música adicional de Geoff Zanelli.
| Track listing |                       |          |  |
| N.º           | Título                | Duración |  |
| 1.            | «Overture»            | 3:21     |  |
| 2.            | «Shrek's Way»         | 3:12     |  |
| 3.            | «Princess Power»      | 5:15     |  |
| 4.            | «Puss in Boots»       | 2:10     |  |
| 5.            | «Fairy Tale Villains» | 5:07     |  |
| 6.            | «Shrek on the Docks»  | 2:12     |  |
| 7.            | «Magic Spells»        | 4:09     |  |
| 8.            | «Attack of the Trees» | 3:19     |  |
| 9.            | «Donkey»              | 3:20     |  |
| 10.           | «Merlin's Challenge»  | 3:05     |  |
| 11.           | «Artie's Journey»     | 3:44     |  |
| 12.           | «Finale»              | 2:53     |  |